# Селеджешть
Селеджешть, Селеджешті (рум. Sălăgești) — село у повіті Алба в Румунії. Входить до складу комуни Бістра.
Село розташоване на відстані 320 км на північний захід від Бухареста, 52 км на північний захід від Алба-Юлії, 57 км на південний захід від Клуж-Напоки.

## Населення
За даними перепису населення 2002 року у селі проживали 48 осіб, усі — румуни. Усі жителі села рідною мовою назвали румунську.